# Seigneurie de Jever
1359 ? – 1818
Entités précédentes :
- Frise

Entités suivantes :
- Grand-duché d'Oldenbourg

La seigneurie de Jever (Herrschaft Jever) est un territoire du Saint-Empire romain germanique. Elle se situe dans le nord-ouest de l'actuelle Allemagne, autour de la ville de Jever, entre le comté de Frise orientale à l'ouest et le comté d'Oldenbourg au sud. Elle ne fait partie d'aucun cercle impérial jusqu'en 1548, après quoi elle est rattachée au cercle de Bourgogne.

## Géographie
La seigneurie de Jever s'étend sur le Wangerland et l'île de Wangerooge, ainsi que sur la majeure partie du Rüstringen (de) et de l'Östringen (de).
Le Wangerland comprend six prévôtés : la Vieille-Marche, Hohenkirchen, Minsen, Tettens et l'île de Wangerooge. L'Östringen comprend deux prévôtés (Sillenstede et Waddewarden) et le Rüstringen forme une prévôté.
La seigneurie comprend les localités suivantes : Accum, Cleverns, Fedderwarden, Jever, Heppens, Hohenkirchen, Middoge, Minsen, Neuende, Oldorf, Pakens, Sande, Sandel, Sankt Joost, Schortens, Sengwarden, Sillenstede, Tettens, Waddewarden, Wangerooge, Westrum, Wiarden, Wiefels et Wüppels.

## Histoire
La tradition veut qu'en 1359, Edo Wiemken l'Ancien (de) soit parvenu à unifier le Wangerland, le Rüstringen et l'Östringen, devenant ainsi le premier seigneur de tout le pays de Jever (Jeverland). En réalité, la consolidation de cette région semble avoir pris plus longtemps et ne pas avoir été achevée avant le XVe siècle.
Les seigneurs de Jever résistent victorieusement aux tentatives de la famille Cirksena d'unifier la Frise orientale, même après l'élévation d'Ulrich Cirksena au rang de comte d'Empire en 1464. En 1511, le seigneur Edo Wiemken le Jeune (de) meurt en ne laissant que deux filles, Anne et Marie. Le comte de Frise orientale Edzard Ier envisage de leur faire épouser ses fils Ennon et Jean, mais ce plan échoue du fait de l'impatience d'Ennon, qui tente de conquérir Jever par la force en 1527. Le conflit entre Jever et la Frise orientale dure jusqu'en 1540 et Marie finit par obtenir gain de cause. Elle ne se marie jamais et à sa mort, en 1575, elle lègue la seigneurie de Jever au comte d'Oldenbourg Jean VII pour s'assurer qu'elle échappe à la Frise orientale.
Le fils de Jean VII, Antoine-Gonthier, meurt en 1667 sans laisser d'enfants. Dans son testament, il lègue la seigneurie de Jever au prince d'Anhalt-Zerbst Jean VI, qui est le fils de sa sœur Madeleine d'Oldenbourg. Le Jeverland reste aux mains des princes d'Anhalt-Zerbst jusqu'à l'extinction de leur lignée, en 1793. Il passe alors à la sœur du dernier prince, l'impératrice de Russie Catherine II, qui en confie le gouvernement à la princesse Frédérique-Auguste-Sophie d'Anhalt-Bernbourg.
Durant les guerres napoléoniennes, le territoire de la seigneurie est annexé par le royaume de Hollande en 1807, puis par l'Empire français en 1810, qui le rattache au département de l'Ems-Oriental. Occupée par les troupes russes en 1813, Jever est rendue à la Russie après le congrès de Vienne. L'Empire russe la cède au duché d'Oldenbourg en 1818. Le Jeverland, directement rattaché au grand-duché, cesse alors de constituer une seigneurie distincte.

## Liste des seigneurs de Jever

### Famille d'Edo Wiemken
- 1359-1410 : Edo Wiemken l'Ancien (de)
- 1410-1433 : Sibet Lubben (de), fils de Frouwa, la fille d'Edo Wiemken l'Ancien
- 1433-1438 : Hayo Harlda (de), demi-frère de Sibet Lubben
- 1438-1468 : Tanno Duren (de), fils de Hayo Harlda
- 1468-1511 : Edo Wiemken le Jeune (de), fils de Tanno Duren
- 1511-1536 : Anne, fille d'Edo Wiemken le Jeune
- 1511-1575 : Marie, fille d'Edo Wiemken le Jeune

### Maison d'Oldenbourg
- 1575-1603 : Jean VII
- 1603-1667 : Antoine-Gonthier, fils de Jean VII

### Maison d'Ascanie
- 1667 : Jean VI, fils de Madeleine d'Oldenbourg et neveu d'Antoine-Gonthier
- 1667-1718 : Charles-Guillaume, fils de Jean VI
- 1718-1742 : Jean-Auguste, fils de Charles-Guillaume
- 1742-1746 : Jean-Louis II, cousin germain de Jean-Auguste
- 1742-1747 : Christian-Auguste, frère de Jean-Louis II
- 1747-1793 : Frédéric-Auguste, fils de Christian-Auguste
- 1793-1796 : Catherine II, sœur de Frédéric-Auguste
  - 1793-1807 : Frédérique-Auguste-Sophie d'Anhalt-Bernbourg, veuve de Frédéric-Auguste (régente)

### Maison Romanov
- 1796-1801 : Paul Ier, fils de Catherine II
- 1801-1807 : Alexandre Ier, fils de Paul Ier
- 1807-1813 : rattachement au royaume de Hollande puis à l'Empire français
- 1813-1818 : Alexandre Ier